# 达雷尔·沃克
达雷尔·沃克（英語：Darrell Walker，1961年3月9日—），美国NBA联盟前职业篮球运动员。1993年，當時效力於芝加哥公牛的达雷尔·沃克跟隨球隊一同獲得NBA總冠軍。达雷尔·沃克執教過多支美國大學籃球隊。